# 蜘蛛男
『蜘蛛男』（くもおとこ）は、江戸川乱歩の著した推理小説である。『講談倶楽部』に1929年8月から1930年6月まで連載された。

## 概要
作家になった当初は短編による本格探偵小説を理想とし、それを書き続けていた乱歩であったが、2年で28作もの短編を量産したのちには、中長編の執筆にシフトすることとなった。そんな中で『パノラマ島奇談』と『一寸法師』といった中長編は、映画化されるなどかなりの人気を得たにもかかわらず、乱歩の理想とは異なりすぎ、行き当たりばったり展開の「通俗作品」として自ら恥じいり休筆させてしまうものであった。休筆の１年後、乱歩は『陰獣』『孤島の鬼』という中長編で執筆を再開する。この２作は、前２作の中長編以上の評価、歓迎を読者から受けた。そのため、とうとう乱歩もふっきれて、自ら進んで「通俗もの」を書くことを決意。『蜘蛛男』の連載が開始された。掲載誌「講談俱楽部」の編集部員だった茅原宏一によれば「私も長いこと編集者をやりましたが牧逸馬さんの『悲恋華』を別にしては『蜘蛛男』ほど大うけにうけた長編は、後にも先にもなかったんじゃないですか」というほどの大ヒットとなり、この後、乱歩には多くの娯楽雑誌から、通俗長編ものの依頼が殺到することとなった。名探偵明智小五郎も本作において、『一寸法師』以来の復活を果たし（ただし登場は半分を過ぎてから）、この作品において、のちに伝わる基本的なイメージを確立した。初期は和服姿で書生的な側面を色濃く残していたが、『一寸法師』でのモダンボーイ的な異国装の探偵へのモードチェンジに続き、本作では洋行帰りを経て、長身の日本人離れしたスタイル、おしゃれ好きと、さらにヒーロー化、以降の異形の怪人たちと対決する正義の味方としてのキャラクターをここに定着させた。

## あらすじ
東京のY町に開店した小さな美術商「稲垣商店」の事務員募集広告を見てそこへやってきた里見芳枝は、店長の稲垣平造と出かけたきり、行方不明となる。稲垣の正体は、好みの女性ばかりを誘拐して殺したうえ、死体をもてあそぶ「青ひげ」のごとき殺人鬼だったのだ。やがて、芳枝は石膏像に塗り込められたバラバラ死体となって発見されたうえ、芳枝の姉である絹枝も殺害されて水族館の水槽に沈められてしまう。「蜘蛛男」と名づけられた殺人鬼は、次に人気絶頂の女優、富士洋子を狙う。この事件を調べていた犯罪研究者にして私立探偵の畔柳（くろやなぎ）友助博士と助手の野崎三郎青年は、警視庁の波越警部とともに撮影所やロケ現場の警備を最大限のものとして賊を捕らえようとするが、蜘蛛男は医師などに化けて近づき、何度も捕り物が行われるものの、いつも逃げられてしまう。東京中が恐怖のドン底に落とされるなか、警視庁における蜘蛛男対策会議の場に突然、名探偵の誉れ高い明智小五郎がその噂話をしているさなかに姿を現す。明智は洋行から帰ってきたばかりであったが、すでに蜘蛛男の正体をつかんでいた。明智小五郎と蜘蛛男の対決が始まる。洋子は休養を兼ね、田舎で匿名にてかくまわれるが、それは明智の仕掛けた罠で、かぎつけた蜘蛛男はついに明智に捕らえられる。しかし突然洋子は蜘蛛男を逃がしてやろうとする。やがて渓谷で蜘蛛男と目される人物と洋子の遺体が発見され、事件は終わりを告げたかに見えたが、今度は49人もの若い女性が誘拐される事件が起こる。そして突然都心に現れた異様な大パノラマ館。蜘蛛男の最後の犯罪芸術が完成しようとしていたのだった。

## 収録作品
- 創元推理文庫『蜘蛛男』（1993年2月）
- 角川ホラー文庫『蜘蛛男 江戸川乱歩ベストセレクション（８）』（2009年9月）
- 集英社文庫『明智小五郎事件簿3 「蜘蛛男」』（2016年）

## 映画
新映画社制作、大映配給で1958年に公開された。
新映画社が制作した最後の映画である。『殺人鬼 蜘蛛男』と『蜘蛛男の逆襲』の2部構成。主演の藤田進は、『一寸法師』（1948年）以来10年ぶりに明智小五郎を演じた。

### キャスト
- 藤田進 - 明智小五郎
- 岡譲司 - 畔柳博士
- 宮城千賀子 - 富士洋子
- 河上敬子 - 明智淳子
- 八島恵子 - 里見芳枝、里見絹枝(二役)
- 舟橋元 - 野崎三郎
- 風間繁美 - 平田東一
- 松下猛夫 - 波越警部
- 坂内英二郎 - 映画監督[1]
- 天津敏 - 刑事A[1]
- 田中義二郎 - 刑事B[1]

## テレビドラマ
- 『江戸川乱歩の美女シリーズ・化粧台の美女』（1982年、テレビ朝日）
出演：天知茂、萩尾みどり、中尾彬他
- 『名探偵登場! 明智小五郎 蜘蛛男 怪奇!美女連続殺人事件』(1989年、TBS)
出演：小野寺昭、安奈淳、本郷功次郎他